# Palabra
Palabra (hisz. Słowo) – miesięcznik należący do hiszpańskiego wydawnictwa o tej samej nazwie. Zawiera wywiady, reportaże, analizy i eseje na tematy bieżące, pisane z punktu widzenia wiary chrześcijańskiej.
Wydawany przez wydawnictwo Ediciones Palabra.